# فوسكريسينسكويي (مقاطعة موسكو)
فوسكريسينسكويي (بالروسية: Воскресенское) هي مدينة في مقاطعة موسكو أوبلاست في روسيا.